# La mujer en Catar

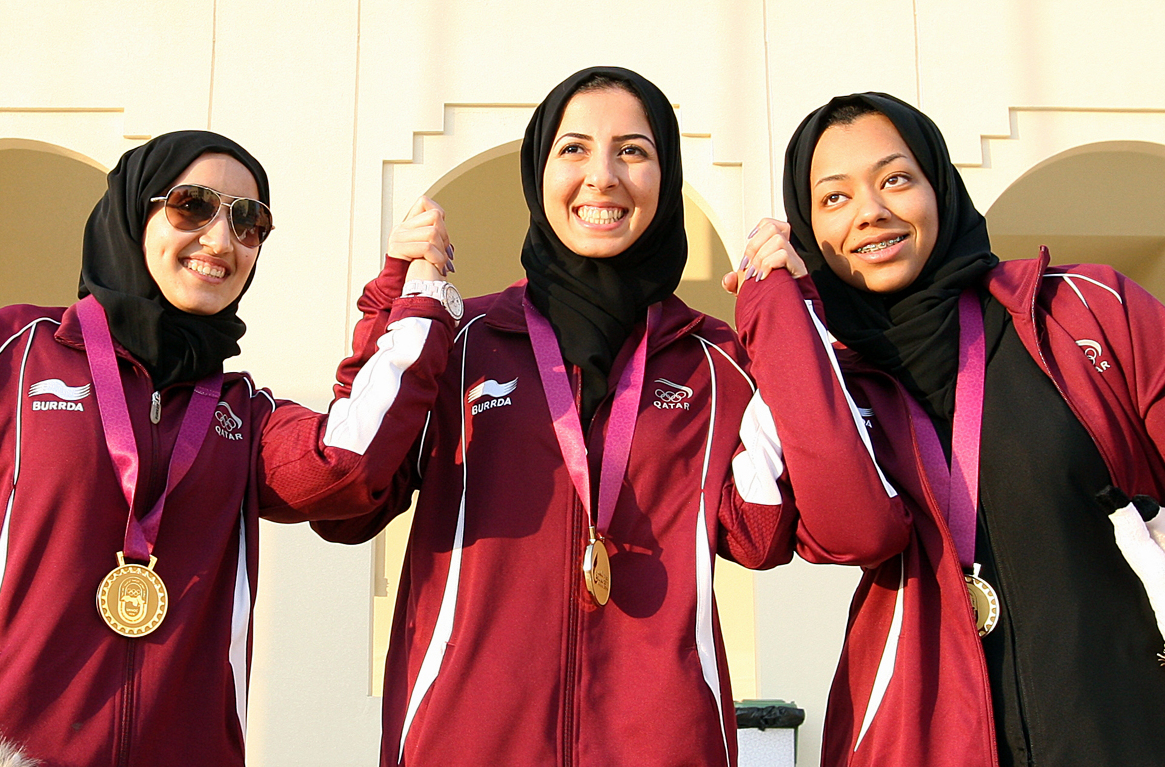
Integrantes del equipo nacional femenino de rifle de Catar celebran sus medallas en los Juegos Panárabes 2011.

Los derechos de las mujeres en Catar están restringidos por la ley de tutela masculina del país e influenciado por el interpretación wahabí del islam. Tanto las mujeres como los hombres obtuvieron el derecho al voto en el país al mismo tiempo, en 1999. Las tasas de participación laboral de las mujeres qataríes están por encima de la media mundial y entre las más altas del Mundo Árabe, lo que se debe principalmente al creciente número de mujeres qataríes que están obteniendo títulos académicos.
La mezcla de sexos es limitada y, en público, las mujeres qataríes deben vestir ropas tradicionales como la abaya y la shayla, que ocultan parcialmente su aspecto. Mouza Al Malki, psicóloga, afirma que en la separación de sexos influyen más los factores culturales que los religiosos. Las mujeres de Catar deben obtener permiso de sus tutores varones para casarse, estudiar en el extranjero con becas del gobierno, trabajar en muchos empleos públicos, viajar al extranjero hasta ciertas edades, recibir algunas formas de atención sanitaria reproductiva y actuar como tutora principal de un hijo, incluso cuando están divorciadas.

## Historia
Antes del establecimiento de una sociedad urbana, Catar se utilizaba como zona de pastoro por tribus nómadas procedentes de las regiones de Najd y Al-Hasa de Arabia Saudí. En la sociedad beduina, las mujeres se encargaban de comprar y vender bienes en nombre de su tribu. Las mujeres a menudo tenían que asumir puestos de toma de decisiones dentro de su tribu cuando los hombres abandonaban a sus familias durante largos períodos de tiempo para participar en viajes de pesca de perlas o para comerciar.
Estaban separadas de los hombres dentro de sus propios aposentos en la tienda o la casa. La educación se consideraba poco importante y apenas estaba fuera del alcance de la mayoría de las mujeres en la tradición beduina. En cambio, a los niños de las zonas urbanas se les enseñaba el Corán hasta los diez años, tras lo cual la familia celebraba al jatma, el final de la memorización del Corán.